# Wiedemar
Wiedemar é um município da Alemanha, situado no distrito da Saxônia do Norte, no estado da Saxônia. Tem 93,48 km² de área, e sua população em 2019 foi estimada em 5.267 habitantes.